# Tremors 3 – Die neue Brut
Tremors 3 – Die neue Brut (Originaltitel: Tremors – Back to Perfection) ist die zweite Fortsetzung von Tremors – Im Land der Raketenwürmer aus dem Jahre 1990. Brent Maddock drehte das B-Movie im Jahr 2001 als eine Direct-to-DVD-Produktion.

## Handlung
Elf Jahre ist es her, seit die Monsterwürmer das Wüstenkaff Perfection in Angst und Schrecken versetzten. Burt Gummer kommt nach einer „Mission“ wieder nach Perfection zurück, das mittlerweile zu einer Touristenattraktion geworden ist. Ein junger Mann namens Jack Sawyer, genannt Desert Jack, führt Touristen zu den Schauplätzen der Graboidenangriffe aus dem ersten Teil, doch mit Hilfe eines Partners zockt er die Touristen dabei mit gestellten Angriffen ab. Als jedoch „echte“ Graboiden (von engl. to grab ‚greifen‘ in Bezug auf ihre Greiftentakel) wieder auftauchen, können Mindy, Jack und die Touristen nur mit knapper Not entkommen.
Burt Gummer bereitet schon seine Waffen für den Kampf vor. Kaum wollten Burt, Jack und Miguel auf die Jagd gehen, werden sie von zwei Regierungsagenten und einem Paläontologen aufgefordert, nicht auf Graboidenjagd zu gehen. Doch als sich die Riesenwürmer auch noch zu Gleitfliegern – so genannten Arschknallern (Ass-Blaster) – weiterentwickeln, muss Burt Gummer eine neue Taktik anwenden, um die Menschen zu schützen. Während er mit Jack, Miguel und Jodi die Arschknaller bekämpft, können Nancy und Mindy, die in Perfection zurückgeblieben sind, sogar einen lebend fangen. Auf der Flucht vor den angreifenden Arschknallern stirbt Miguel und die drei verbleibenden Kämpfer versuchen sich in Burts Haus, das einer Festung gleicht, zurückzuziehen. Aber auch dort sind sie nicht sicher und fliehen weiter zu einem Schrottplatz in der Nähe, wo sie sich – inzwischen ohne Waffen – eine List einfallen lassen müssen. So bauen sie eine Kartoffelkanone und beschießen die Arschknaller mit brennenden Pfeilen, sodass diese durch ihre eigenen Gase – die sie zu ihrem Antrieb entwickeln, explodieren.
Doch selbst nachdem vermeintlich alle Arschknaller vernichtet sind, ist die Gefahr noch immer nicht gebannt. Der große alte Albino-Raketenwurm El Blanco („Der Weiße“) greift nun an und ein übersehener Arschknaller taucht auf, so scheinen die drei verbliebenen Protagonisten in der Falle zu sitzen, aber El Blanco frisst irrtümlich den Arschknaller und verschwindet.
Der lebend gefangene Arschknaller wird nun telefonisch versteigert – zuletzt an Siegfried und Roy. Jack und Jodi pflegen ihre neu erkannte Freundschaft zueinander und Burt jagt weiter nach El Blanco, den er aber nicht töten will, sondern sich lediglich ein sportliches Duell mit ihm liefert. Denn solange noch ein Wurm da ist, kann Melvin Plug kein Immobilienprojekt in der Gegend um Perfection errichten und die Ruhe des kleinen Wüstendorfes bleibt erhalten.

## Entstehung
Diesmal bedienten sich die Produzenten moderner Computertechnik, um die alten wie auch die „neuen“ Monster realistisch darzustellen.

## Kritik
„Zweiter Ableger des ehemals recht witzigen Horrorfilms für jugendliche Freunde des Genres, der unbedarften Unterhaltungsansprüchen zwar noch genügt, aber hinter seinen Vorgängern zurückbleibt und nur noch seriellen Charakter vorzuweisen hat. Die simple Story nimmt man dabei ebenso wenig ernst wie die tricktechnisch nicht ganz ausgereiften Fantasy-Tiere.“

„Futter für die Fans – der Rest schaltet ab“

## Sonstiges
- Der alternative deutsche Titel ist Tremors 3 – Die Rache der Raketenwürmer.
- Fred Ward wollte im dritten Teil nicht mehr mitspielen.
- Michael Gross gewann einen Video Premiere Award als Bester Hauptdarsteller.